# 길주초등학교
길주초등학교(吉州初等學校)는 대한민국 경상북도 안동시 용상동에 있는 공립 초등학교이다.

## 학교 연혁
- 1993.08.02. 길주국민학교 설립 인가
- 1995.03.01. 개교 (18학급, 안동용상국민학교에서)
- 1995.07.18. 길주국민학교 신축 교사로 이전
- 1996.03.01. 길주초등학교로 학교 명칭 변경
- 1996.03.01. 경상북도교육청 지정 교육방송 시범학교 운영(’96～’97)
- 1998.03.01. 경상북도교육청 지정 시범유치원 운영(’98～’99)
- 1998.09.01. 경상북도교육청 지정 새교육 수범학교 운영(’98～’99)
- 1999.03.01. 교육부 지정 열린 교육 시범학교 운영(’99)
- 2000.03.01. 경상북도교육청 지정 독서교육시범학교 운영(’00～’01)
- 2011.03.01. 경상북도교육청 지정 창의인성시범학교 운영(’11～’12)
- 2014.02.17. 제19회 졸업(총 졸업생 수 4,356명)
- 2014.03.01. 32학급 편성(특수학급 포함)
- 2014.03.01. 병설유치원 3학급 편성
- 2014.03.01. 제12대 정수원 교장선생님 부임
- 2016.03.01. 제13대 장국수 교장선생님 부임
- 2018.03.01. 제14대 김진희 교장선생님 부임

## 참고 자료
- 길주초등학교 - 한국교육학술정보원 학교알리미